# 李晓村

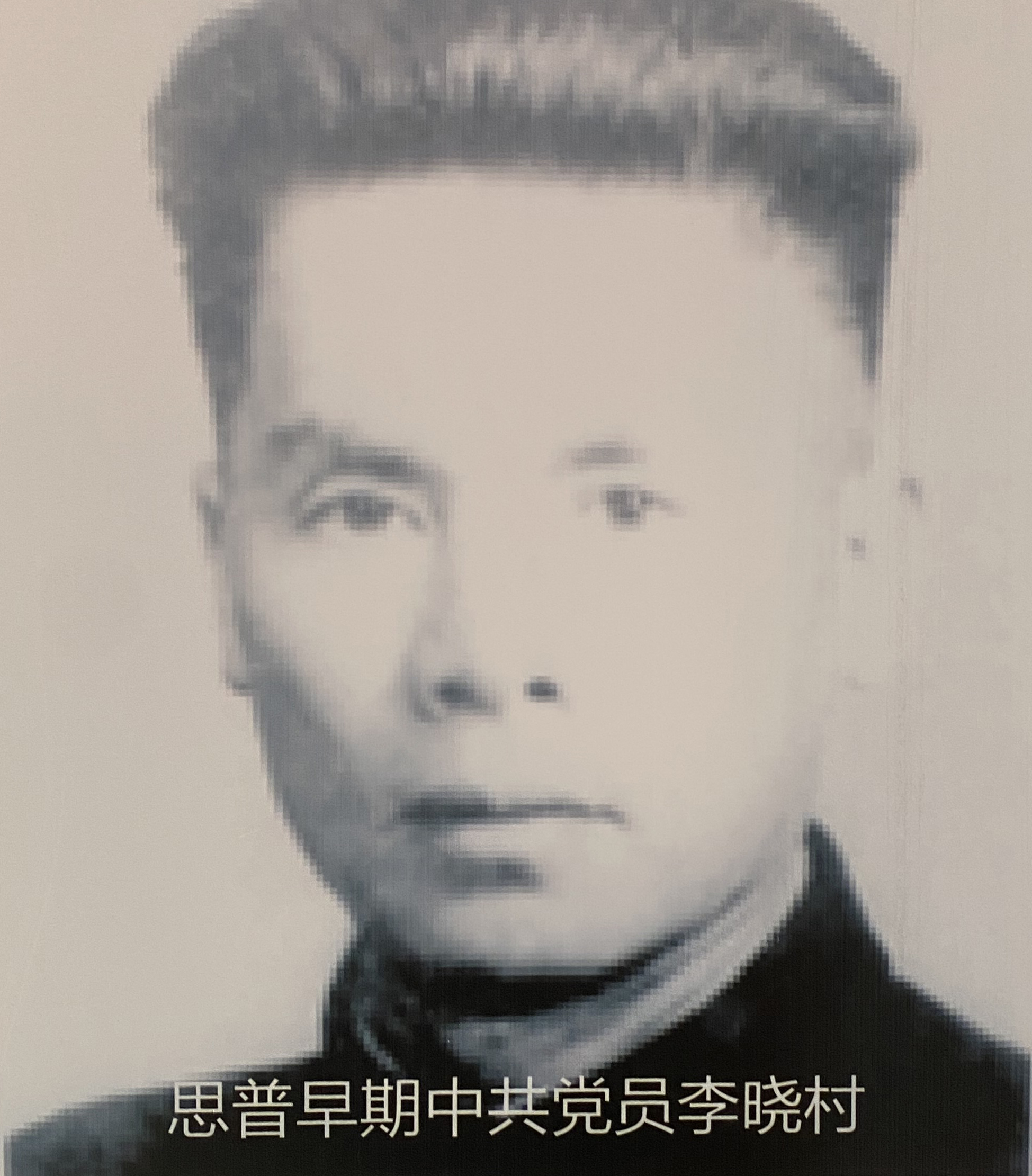
李晓村像

李晓村（1909年—1992年），云南宁洱县勐先镇人，中华民国大陆时期及中华人民共和国初期政治人物。中国共产党在普洱的早期党员，1944年与罗正明在西盟组建南佧佤山自卫支队，1946年攻入沧源在1941年线以西的英控区（今班老乡、班洪乡一带），1949年1月16日率军攻克国民党控制的澜沧县，后任自卫军迤南边区一支队一大队大队长、澜沧专区警备司令员。1951年后，调云南省民族政策研究室、云南省少数民族语言指导委员会任职。

## 资料来源
1. ↑  . www.peggw.com. 普洱市关工委. 2013-12-09  [2017-11-24]. （原始内容存档于2017-12-01）.
2. ↑  . www.peds.gov.cn. 宁洱党史. 2015-11-29  [2017-11-24]. （原始内容存档于2018-10-18）.